# Domingo de las Casas
Fray Domingo de las Casas O.P. (1507 -Sevilla, España, 1539) fue un fraile dominico español que tuvo parte activa en la conquista del territorio al que se le dio el nombre de Nuevo Reino de Granada, en la actual República de Colombia. Fue además el primer religioso católico en evangelizar a los muiscas. Se desconoce el lugar y la fecha de su nacimiento, pero se cree que pudo ser pariente (probablemente primo hermano) del también dominico fray Bartolomé de Las Casas. Hizo parte de la expedición de Gonzalo Jiménez de Quesada, en la que se fundaron varias villas y ciudades. El 6 de agosto de 1538 participó en la fundación de Santafé de Bogotá; ese día, fray Domingo celebró la primera misa.

## Expedición

### Inicio de la expedición
Se sabe que fray Domingo de las Casas se graduó en la Universidad de Salamanca y que en 1533 llegó de España al territorio de lo que luego sería el Nuevo Reino de Granada. Después de permanecer unos años en la costa Caribe del actual territorio colombiano, se unió a la expedición de Gonzalo Jiménez de Quesada con rumbo al interior del territorio. A él y al capellán Antón de Lezcámez se les encomendó catequizar y bautizar a los indígenas que fueran encontrados.

### Fundación de Chocontá
El 9 de junio de 1537, día de Pentecostés, la expedición comandada por Jiménez de Quesada llegó al territorio muisca de Chocontá. Ese día, fray Domingo de las Casas celebró la misa y dio al pueblo el nombre de "Pueblo del Espíritu Santo". Los cronistas españoles registraron que, al llegar Jiménez de Quesada a Chocontá, había un gran número de viviendas y una población abundante. El poblado estaba situado frente al actual, al otro lado del río Funza (antiguo nombre del río Bogotá), en el lugar que hoy se conoce como Pueblo Viejo.

### Conversión delutatibade Suba
En 1537, fray Domingo bautizó al utatiba (gobernante local) de Suba en su lecho de muerte por medio de un indígena al que los españoles llamaban Pericón, capturado en el camino de Opón, y convertido en intérprete y catequista. Ese mismo día fueron bautizados también todos los vasallos del utatiba, habitantes de Suba.

### Fundación de Bogotá
El 6 de agosto de 1538, Gonzalo Jiménez de Quesada fundó la ciudad de Santafé de Bogotá, cerca del territorio del zybyn de Muyquytá, habitado por los muiscas. Fray Domingo ofició la primera misa en una iglesia con techo de paja. Después de la misa, Jiménez de Quesada repartió entre los conquistadores el oro y esmeraldas que habían tomado de los indígenas, tesoro que en ese momento ascendía a la suma de veinte mil castellanos, de lo cual correspondió una parte a fray Domingo, quien quiso que su parte se destinara a la construcción de una capellanía donde se dijesen misas por las almas de los conquistadores que habían muerto durante el viaje. Sin embargo, Jiménez de Quesada se apropió de aquella suma, y aunque en su testamento pidió que se construyese la capellanía, ésta nunca se construyó debido a que el conquistador dejó muchas deudas al morir.

## Muerte
En 1539, fray Domingo, muy quebrantado de salud por los rigores de la expedición, regresó a España y murió a los pocos días en Sevilla.